# Liste de sitcoms
 (mars 2025).
Ceci est une liste de sitcoms par nationalité.
(Les sitcoms cités en caractère gras ci-dessous n'ont jamais été diffusées en français.)

## Sitcoms africaines
- Fami Pa Kontan (Île Maurice)
- Tsini et baba (Cameroun)

## Sitcoms allemandes
- Die Camper
- Hausmeister Krause
- Nikola
- Ritas Welt

## Sitcoms américaines
(janvier 2019).
- 2 Broke Girls
- Jinny de mes rêves
- Mon Martien favori
- Ma sorcière bien-aimée
- 30 Rock
- According to Jim
- Agent K.C.
- Alf
- Allô Nelly bobo
- Anger Management
- Arnold et Willy
- Arrested Development
- Austin et Ally
- Back to You
- Best Friends Whenever
- Better Off Ted
- Big Time Rush
- Bonne chance Charlie
- Brooklyn Nine-Nine
- C'est pas moi
- Camp Kikiwaka
- Caroline in the City
- Carpoolers
- Cavemen
- Cheers
- Community
- Cory est dans la place
- Cosby Show
- Cougar Town
- Dharma et Greg
- Dingue de toi
- Disjointed
- Drake et Josh
- Doggyblog
- Du côté de chez Fran
- Earl
- Ellen
- Frasier
- Friends
- Game Shakers
- Hannah Montana
- Happy Days
- Happy Endings
- Happy Hour
- Harry et les Henderson
- Henry Danger
- Hot in Cleveland
- How I Met Your Mother
- iCarly
- Incorrigible Cory
- Jessie
- Joey
- Jonas L. A.
- Kenan et Kel
- La Famille en folie
- La Fête à la maison
- La Guerre à la maison
- La Nouvelle Vie de Gary
- La Vie de croisière de Zack et Cody
- La Vie de famille
- La Vie de palace de Zack et Cody
- Larry & Balki
- Le Monde de Riley
- Le Prince de Bel-Air
- Les Bio-Teens
- Les Craquantes
- Les Goldberg
- Les Sauvages
- Les Sorciers de Waverly Place
- Les Thunderman
- Liv et Maddie
- Loin de ce monde
- Ma famille d'abord
- Ma sorcière bien-aimée
- Madame est servie
- Malcolm
- Mariés, deux enfants
- Marlon
- Martin
- Melissa & Joey
- Mike and Molly
- Modern Family
- Mork and Mindy
- Mom
- Mon oncle Charlie
- Mr. Sunshine
- Ned ou Comment survivre aux études
- New Girl
- Nicky, Ricky, Dicky & Dawn
- Notre belle famille
- Old Christine
- Paire de rois
- Papa a un plan
- Papa bricole
- Papa Schultz
- Parents à tout prix
- Parks and Recreation
- Petite Fleur
- Phénomène Raven
- Philadelphia
- Pour le meilleur et le pire
- Punky Brewster
- Quoi de neuf docteur ?
- Raising Hope
- Raven
- Ricky ou la Belle Vie
- Rock Academy
- Roseanne
- Sabrina, l'apprentie sorcière
- Sacrée Famille
- Sam & Cat
- Samantha qui ?
- Scrubs
- Section Genius
- Seinfeld
- Sexe et Dépendances
- Shake It Up
- Sister, Sister
- Sketches à gogo !
- Sonny
- Spin City
- Superstore
- Tatami Academy
- That '70s Show
- The Big Bang Theory
- The Exes
- The Good Place
- The Middle
- The Mindy Project
- The Office
- The Single Guy
- Touche pas à mes filles
- Tout le monde aime Raymond
- Tout le monde déteste Chris
- True Jackson
- Un gars du Queens
- Une famille presque parfaite
- Une nounou d'enfer
- Voilà !
- Victorious
- Will et Grace
- Young and Hungry
- Zoé

## Sitcoms britanniques
- Absolutely Fabulous
- Black Books
- Green Wing
- How Not to Live Your Life
- L'Hôtel en folie (Fawlty Towers)
- La Vipère noire (Blackadder)
- Little Britain
- Ma tribu (My Family)
- Miranda
- Mr. Bean
- Mr. Fowler, brigadier chef
- Six Sexy  (Coupling)
- The IT Crowd

## Sitcoms canadiennes
- 450, chemin du Golf
- Catherine
- Derek
- Il était une fois dans le trouble
- La Petite Vie
- Moi et l'autre
- Une grenade avec ça?
- Le Plateau
- KM/H
- Caméra Café
- Radio Enfer
- Majeurs et vaccinés
- Histoires de filles
- Les Parent
- Escouade 99

## Sitcoms espagnoles
- 7 Vidas
- Yo soy Bea
- Aída
- A las once en casa
- Aquí no hay quien viva
- La que se avesina

## Sitcoms françaises
- Blague à part
- Bloqués
- Bouge-toi
- Caméra Café
- Classe mannequin
- En famille
- Eva Mag
- Extra Zigda
- Filles à papa
- H
- Hélène et les Garçons
- Jamais deux sans toi...t
- Kaamelott
- Karine et Ari
- L'École des passions
- L'Un contre l'autre
- La Famille Ramdam
- La Petite Histoire de France
- La Philo selon Philippe
- Le Groupe
- Le Miel et les Abeilles
- Les 30 dernières minutes
- Les Années bleues
- Les Années fac
- Les Années FM
- Les Filles d'à côté
- Les Nouvelles Filles d'à côté
- Les Saintes chéries
- Le Miracle de l'amour
- La Croisière foll'amour
- Les Garçons de la plage
- Ma voyante préférée
- Maguy
- Marc et Sophie
- Nerdz
- Nos chers voisins
- Palace
- Premiers Baisers
- Studio des artistes
- Papa revient demain
- Pas de pitié pour les croissants
- Scènes de ménages
- Trop la classe
- Salut Les Musclés
- Samantha Oups !
- Soda
- Un gars, une fille
- Un homme à domicile
- Vivement lundi !

## Sitcoms italiennes
- Alex and Co
- Boris
- Buona la prima
- Casa Vianello

## Sitcoms norvégiennes
- Fleksnes Fataliteter